# 神龍翼龍屬
神龍翼龍（学名：Azhdarcho）是種翼龍類，化石發現於烏茲別克，年代為白堊紀晚期的土侖階/康尼亞克階，約9200萬年前。神龍翼龍的化石為破碎的骨骸，包含延長的頸椎，這些獨特的頸椎為神龍翼龍科的特徵，該科也包含了大型的風神翼龍。
神龍翼龍的屬名是以波斯神話中的一種龍「阿茲達哈卡」（波斯語：اژدر）為名，種小名在拉丁語意為「長矛」+「頸部」。

## 發現與種
神龍翼龍的化石是由L.A. Nessov在1974年到1981年發現，挖掘於烏茲別克克孜勒库姆沙漠。 模式標本（編號TsNIGRmuzey 1/11915）包含：數節頸椎，四肢與下頜的骨頭碎片，目前存放在聖彼得堡的Chernyshev地質博物館。
L.A. Nessov的研究中指出，神龍翼龍的頸椎相當長，橫剖面為圓形。他也指出數種翼龍類也具有類似的特徵，並建立為神龍翼龍亞科，屬於無齒翼龍科。Nessov將風神翼龍、阿氏翼龍（當時為Titanopteryx）歸類於神龍翼龍亞科，後來將神龍翼龍亞科建立為神龍翼龍科。Nessov根據類似的特徵，以及中亞、北美洲西部的白惡紀晚期生物群的相似處，將發現於美國懷俄明州蘭斯組發現的翼龍類化石，歸類於神龍翼龍的新種。後來的研究不承認這個新種，神龍翼龍屬目前已知的只有神龍翼龍一种。

## 古生態學
在神龍翼龍的最初研究中，Nessov根據牠們的頸椎關節，指出牠們的頸部不能做出靈活的動作。神龍翼龍無法轉動頸部，但可將頸部往上抬起至一定程度。Nessov認為神龍翼龍可能以類似現代剪嘴鷗的方式獵食，以長嘴部抓起水中的魚類，而不需要潛入水中。但近年的研究認為剪嘴鷗的獵食方式，需要大量的能量與特定的生理結構，神龍翼龍等大型翼龍類無法做到。神龍翼龍具有長頸部，可以在飛行時捕食接近水面的魚類，或是飛行能力較差的飛行動物。Nessov認為神龍翼龍只能在穩定的天候才能起飛，並棲息在天候溫和的地區。

## 大眾文化
神龍翼龍出現在BBC的電視節目《與恐龍共舞》（Walking with Dinosaurs）的特別節目《鐮刀龍探秘》（The Giant Claw）之中。